# Julius Wellhausen
Julius Wellhausen (n. 17 mai 1844 – d. 7 ianuarie 1918), a fost un cercetător biblic și orientalist german, cunoscut în special pentru contribuția sa notabilă la înțelegerea științifică a originilor Pentateuhului / Torei (primele cinci cărți ale Bibliei).

Născut la Hamelin în Regatul Hanovra, fiul unui pastor protestant, a studiat teologia la Universitatea din Göttingen sub îndrumarea lui Georg Heinrich August Ewald și a devenit Privatdozent de istoria Vechiului Testament în 1870 la această universitate. În 1872 a fost numit profesor ordinarius de teologie la Universitatea din Greifswald. El și-a dat demisia din facultate în 1882 din motive de conștiință, afirmând în scrisoarea de demisie:
„Am devenit teolog deoarece mă interesa studiul științific al Bibliei; doar treptat am ajuns să înțeleg că un profesor de teologie are de asemenea sarcina practică de a pregăti studenții pentru a servi în Biserica Protestantă și că eu nu sunt potrivit pentru această sarcină practică ci, din contra, în ciuda precauțiilor luate de mine îmi fac auditorii nepotriviți pentru slujba lor. De atunci funcția mea de profesor de teologie a fost o povară pentru conștiința mea.”
A devenit profesor extraordinarius de limbi orientale la facultatea de filologie din Halle, a fost ales profesor ordinarius la Marburg în 1885 și a fost transferat la Göttingen în 1892, unde a rămas până la moartea sa.
El este cunoscut pentru ale sale Prolegomena zur Geschichte Israels (Prolegomena la istoria Israelului), o sinteză detaliată a unor viziuni contemporane lui despre primele șase cărți ale Vechiului Testament: contribuția sa a fost cea de a situa dezvoltarea acestor cărți într-o perspectivă istorică și socială. Argumentul lucrării sale, numit ipoteza documentară, a rămas modelul dominant al cercetătorilor Bibliei până la sfârșitul secolului XX.

## Prolegomena zur Geschichte Israelsși ipoteza documentară
Wellhausen era vestit pentru cercetările biblice asupra istoriei Vechiului Testament și a compunerii Hexateuhului. El este în mod special cunoscut pentru ale sale Prolegomena zur Geschichte Israels din 1883 (publicate inițial în 1878 ca Geschichte Israels), în care a propus o formulare definitivă a ipotezei documentare, argumentând că Tora sau Pentateuhul își avea originile într-o redactare a patru texte independente la origini, datând la un număr de secole după Moise, care ar fi fost autorul lor conform tradiției religioase.
Unul dintre autorii Pentateuhului, desemnat de către critica biblică cu numele de Iahvistul, este o persoană sau un grup de persoane trăind în perioada solomonică (sec. X î.e.n.). Un alt autor (sau grup de autori) al Pentateuhului este cel desemnat de către istorici cu numele de „autorul sacerdotal” („sursa P”, de la Priesterschrift), el trăind probabil mult mai târziu, în perioada Exilului babilonian (sec. al VI-lea î.e.n.). Un alt autor, Deuteronomistul ar fi trăit și el tot în perioada Exilului babilonian.
Ipoteza lui Wellhausen a rămas modelul dominant al studiilor Pentateuhului până în ultimul sfert al secolului XX, când a început să fie atacată de către cercetătorii care observau mult mai multe mâini implicate în scrierea Torei și le atribuiau unor perioade și mai târzii decât considera Wellhausen.

## Alte opere
O listă selectivă a operelor sale:
- De gentibus et familiis Judaeis (Göttingen, 1870)
- Der Text der Bücher Samuelis untersucht (Göttingen, 1871)
- Die Phariseer und Sadducäer (Greifswald, 1874)
- Prolegomena zur Geschichte Israels (Berlin, 1882; Eng. trans., 1885; a V-a ediție germană, 1899; publicată inițial în 1878 ca Geschichte Israels, traducerea engleză Prolegomena to the History of Ancient Israel, Forgotten Books, 2008, ISBN 978-1606202050. De asemenea disponibilă pe Proiectul Gutenberg )
- Muhammed in Medina (Berlin, 1882)
- Die Composition des Hexateuchs und der historischen Bücher des Alten Testaments (1876/77, 3rd ed. 1899)
- Israelitische und jüdische Geschichte (1894, a IV-a ediție 1901)
- Reste arabischen Heidentums (1897)
- Das arabische Reich und sein Sturz (1902)
- Skizzen und Vorarbeiten (1884–1899)
- ediții noi și revizuite ale cărții lui Friedrich Bleek Einleitung in das Alte Testament (4–6, 1878–1893).

În 1906 a apărut Die christliche Religion, mit Einschluss der israelitisch-jüdischen Religion, în colaborare cu A. Jülicher, Adolf Harnack și alții. El a scris de asemenea opere mai puțin influente în calitate de comentator al Noului Testament. A publicat Das Evangelium Marci, übersetzt und erklärt în 1903. Das Evangelium Matthäi și Das Evangelium Lucae în 1904 și Einleitung in die drei ersten Evangelien în 1905.